# Kallitypie

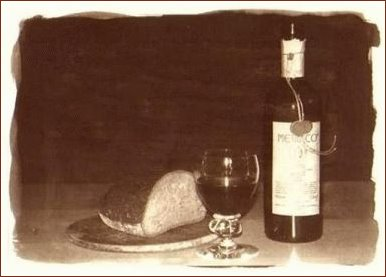
Brot und Wein

Boulespieler in Paris

Die Kallitypie (von altgriechisch κάλλος kállos „Schönheit“ und τύπος týpos „Abbild“)(englisch: calitype, caliotype) – auch, je nach Rezeptur, als Braundruck, Sepiadruck, Vandyke-Verfahren, Van-Dyke-Braun oder Argentotypie bezeichnet – ist eine frühe fotografische Technik, die im 19. Jahrhundert sehr gebräuchlich war. Sie ist nicht zu verwechseln mit der Kalotypie, die sich der Privatgelehrte William Henry Fox Talbot 1841 patentieren ließ, sondern wurde 1889 erstmals für den englischen Chemiedozenten W. W. J. Nichol patentrechtlich geschützt. Nichol ließ in der Folgezeit noch weitere abgewandelte Edeldruck-Techniken zum Patent anmelden.
Die Technik basiert auf dem bereits aus dem Jahr 1850 bekannten Argentotypieprozess.
Anders als bei der silberfreien Cyanotypie wird hier Silbernitrat (mittels lichtempfindlicher Eisensalze) in metallisches Silber umgewandelt. Die Rezeptur für die Kallitypie ist mehrfach verändert worden und jeder Kunst-Printer benutzt sein spezielles Mischungsverhältnis. Ein beliebtes Verfahren ist das, auf Arbeiten von John Herschel zurückzuführende Van-Dyke-Braun.
Mit der Kallitypie lassen sich ähnlich gute Ergebnisse erzielen wie mit dem weitaus teureren Platin-Palladium-Druck, was dazu führte, dass es sich bei vielen, als Platin-Palladium-Drucken ausgegebenen Abzügen, tatsächlich um Kallitypien handelt.
Die Ähnlichkeit von Kallitypien und Platin-Palladium-Drucken wird vor allem bei Rezepturen erreicht, die Eisen(III)-oxalat als lichtempfindliche Substanz benutzen und nach dem Kopieren entwickelt (dieser Prozess ist im Wesentlichen analog zum Platin-Palladium-Druck), sowie zusätzlich mit Platin- bzw. Palladiumtonern getont werden. Dabei unterscheidet sich der Prozess letztlich nur durch den zusätzlichen Zwischenschritt des Silberbildes und den erheblich verminderten Einsatz der teuren Edelmetalle Platin bzw. Palladium.
Van-Dyke-Kopien, die Ammoniumeisenzitrat als lichtempfindliche Substanz benutzen, sind der o. g. Verwechslungsgefahr deutlich weniger ausgesetzt, vor allem ohne entsprechende Tonung, also als reines Silberbild.
Kallitypie beschreibt ein Lichtpauspapier, das mit einer Mischung aus Eisen(III)-oxalat und Silbersalz präpariert wurde. Es ähnelt dem Van-Dyke-Braun-Prozess. Durch Belichtung entsteht ein schwaches Bild, das beim Übergießen mit Kaliumoxalat, Natriumcitrat etc. kräftig wird. Kallitypiepapiere ergaben matte, neutral schwarze Kopien, die auch mit Gold- oder Platinsalzen getont wurden. Es werden drei verschiedene chemische Lösungen verwendet, um verschiedene Bildfarben zu erzielen. Kallitypien haben in der Regel einen reicheren Tonwertumfang als die Cyanotypie.

## Dunkelkammer-Technik

### Sensibilisierungslösung (lichtempfindliche Stoffe)
- 50 g Eisen(III)-oxalat
- 3 g Oxalsäure
- 25 g Silbernitrat

mit destilliertem Wasser auf 300 ml auffüllen.

### Entwickler
Für Sepia-Töne
- 45 g Kalium-Natrium-Tartrat (KNa (C4H4O6)·4H2O)
- 1,5 g Kaliumdichromat

mit destilliertem Wasser auf 950 ml auffüllen.
Für blau-schwarze Tonungen
- 24 g Borax
- 90 g Kalium-Natrium-Tartrat
- 1,5 g Kaliumdichromat

mit destilliertem Wasser auf 950 ml auffüllen.
Für neutral-schwarze Tönungen
- 90 g Borax
- 68 g Kalium-Natrium-Tartrat
- 1,2 g Kaliumdichromat

mit destilliertem Wasser auf 950 ml auffüllen.

### Fixierer
- 50 g Natriumthiosulfat
- 10 g Natriumkarbonat
- 2 g Natriumsulfit

in 750 ml destilliertem Wasser lösen und anschließend auf 1 Liter auffüllen.

### Wässerungshilfe
- 10 g Natriumsulfit

in 1000 ml destilliertem Wasser lösen. Vor Gebrauch frisch ansetzen und nur einmal verwenden.

### Ablauf
1. Das Papier mit Haushaltsstärke einsprühen und trocknen lassen. Bei manchen Papieren kann darauf auch eventuell verzichtet werden.
2. Das Auftragen der Sensibilisierungslösung auf das Papier erfolgt in Kreuzlagen. Das Trocknen erfolgt im Dunkeln.
3. Das Belichten des Papieres erfolgt nach Sicht, bis die Tönung richtig zu sein erscheint.
4. Anschließend wird entwickelt. Dabei muss die richtige Entwicklungsdauer beachtet werden. Es besteht sonst die Gefahr eines Überentwickelns.
5. Zwei Minuten mit klarem Wasser abspülen.
6. Fixieren im Fixierbad.
7. Abschließend wässern und bei Raumtemperatur liegend trocknen lassen.

Vorsicht! Kaliumdichromat ist krebserregend und giftig!